# Principato di Paceco
Il Principato di Paceco fu uno stato feudale esistito in Sicilia tra il XVII secolo e gli inizi del XIX secolo, che corrispondeva al territorio dell'odierno comune di Paceco, in provincia di Trapani.

## Storia
La terra baronale di Paceco sorse su un feudo situato nella Val di Mazara, e vicino a Trapani, acquistato dal nobile trapanese Placido Fardella († 1623), signore di San Lorenzo (Xitta), che con lettere reali date il 9 aprile 1607, ottenne su di esso la possibilità di edificarvi, il mero e misto imperio, e gli diede il nome di Pacheco in onore alla sua consorte la nobildonna Maria Pacheco, dei marchesi di Villena. Il medesimo Fardella, ebbe concessione del titolo di I principe di Pacheco da parte del re Filippo III di Spagna il 17 settembre 1609, esecutoriato il 19 novembre 1610.
Successore fu il primogenito Giovanni Francesco Fardella Pacheco († 1645), II principe di Paceco, il quale sposato con Topazia Gaetani Saccano dei principi del Cassaro, ebbe tre figli, tra cui Placido (1637-1649), morto adolescente. Alla morte di questi, si aprì una lite giudiziale tra le sorelle Maria e Antonia, e lo zio Emmanuele Fardella Paceco (1615-1680), che nel 1663 ottenne il possesso feudale dello Stato. Il Principe Emmanuele che non ebbe eredi dalla consorte Isabella di Blasi Russo, morì nel 1680, e lo stato nobiliare passò alla nipote Maria Fardella Gaetani († 1709), che unitasi in matrimonio a Carlo Maria Sanseverino, IX principe di Bisignano, trasferì i suoi diritti feudali a quest'ultimo.
Passato alla famiglia Sanseverino di Bisignano, il Principato di Paceco venne soppresso nel 1812 per l'abolizione del regime feudale nel Regno di Sicilia, e il suo ultimo feudatario, il principe Luigi Sanseverino Gaetani dell'Aquila d'Aragona (1753-1833), ottenne un seggio ereditario alla Camera dei pari del Regno di Sicilia, istituita con la promulgazione della Costituzione siciliana concessa dal re Ferdinando III di Borbone, come Principe di Paceco.
I Sanseverino dei principi di Paceco si estinsero nel 1833 con il suddetto Principe Luigi, morto senza eredi, e il titolo non risulta sia confluito in altro ramo della famiglia o in altre famiglie, e nel 1888 i San Severino principi di Bisignano.

## Cronotassi dei Principi di Paceco

### Epoca feudale
- Placido Fardella di Bologna (1609-1623)
- Giovanni Francesco Fardella Pacheco (1624-1645)
- Placido Fardella Gaetani (1645-1649)
- Emanuele Fardella Pacheco (1663-1680)
- Maria Fardella Gaetani (1680-1709)
- Giuseppe Leopoldo Sanseverino Fardella (1709-1726)
- Luigi Sanseverino Pignatelli (1726-1754)
- Nicola Sanseverino Pignatelli (1754-1793)
- Marianna Gaetani dell'Aquila d'Aragona Sanseverino (1794-1806)
- Luigi Sanseverino Gaetani dell'Aquila d'Aragona (1806-1812)

### Epoca post-feudale
- Luigi Sanseverino Gaetani dell'Aquila d'Aragona (1812-1833)